# Comes a Time
Comes a Time es el décimo álbum de estudio del músico canadiense Neil Young, publicado por la compañía discográfica Reprise Records en octubre de 1978.
El álbum supone un retorno al sonido country y folk rock de trabajos como Harvest. Originalmente, Young intentó publicar el disco como un álbum en solitario, pero cuando lo interpretó ante ejecutivos de Reprise, le solicitaron que añadiera pistas rítmicas a lo que tenía. Young accedió e introdujo dos temas, «Look Out For My Love» y «Lotta Love», con el respaldo del grupo Crazy Horse, que dieron como resultado un sonido más crudo a la producción lisa del resto del álbum.
Además de composiciones recientes, Comes a Time incluyó temas que fueron descartados de trabajos anteriores como «Human Highway», una canción presentada originalmente a Crosby, Stills & Nash en 1974 para un álbum de estudio que nunca llegaron a grabar. Gran parte del álbum incluye los coros de Nicolette Larson, que también comparte la voz principal en «Motorcycle Mama».

## Recepción
Tras su publicación, Comes a Time obtuvo reseñas generalmente positivas de la prensa musical. William Ruhlmann de Allmusic escribió: «Seis años y medio después, Comes a Time fue finalmente el álbum de Neil Young para los millones de seguidores que amaron Harvest, un disco acústico con tintes de country y letras autobiográficas y romáticas, y muchos de esos fanes volvieron al redil, suficientes para hacer de Comes a Time su primer top ten desde Harvest.». Por otra parte, Robert Christgau comentó: «Las melodías no duelen tanto. Young no ha creado tantos ganadores desde After the Gold Rush. Ahora que se ha hecho bien, tal vez todos aquellos chicos cuelguen sus Martin y se matriculen en una escuela de coctelería».
A nivel comercia, Comes a Time llegó al puesto cuatro en las listas de discos más vendidos de su país natal, su mejor posición desde la publicación de Harvest, y alcanzó el puesto siete en la lista estadounidense Billboard 200. En el Reino Unido, llegó al puesto 42 de la lista UK Albums Chart. Además, fue certificado como disco de oro por la RIAA al superar el medio millón de copias vendidas en los Estados Unidos.

## Lista de canciones
Todas las canciones escritas y compuestas por Neil Young excepto donde se anota. 
| Cara A |                        |          |  |
| N.º    | Título                 | Duración |  |
| 1.     | «Goin' Back»           | 4:43     |  |
| 2.     | «Comes a Time»         | 3:05     |  |
| 3.     | «Look Out For My Love» | 4:06     |  |
| 4.     | «Lotta Love»           | 2:38     |  |
| 5.     | «Peace of Mind»        | 4:11     |  |

| Cara B |                        |              |          |  |
| N.º    | Título                 | Escritor(es) | Duración |  |
| 1.     | «Human Highway»        |              | 3:09     |  |
| 2.     | «Already One»          |              | 4:53     |  |
| 3.     | «Field of Opportunity» |              | 3:08     |  |
| 4.     | «Motorcycle Mama»      |              | 3:08     |  |
| 5.     | «Four Strong Winds»    | Ian Tyson    | 4:07     |  |

## Personal
| Músicos - Neil Young: guitarra, armónica y voz - Crazy Horse: - Frank Sampedro: guitarra y coros en «Look Out for My Love» y «Lotta Love». - Billy Talbot: bajo y coros en «Look Out for My Love» y «Lotta Love». - Ralph Molina: batería y coros en «Look Out for My Love» y «Lotta Love». - Gone With The Wind Orchestra: - Nicolette Larson: coros - Ben Keith: steel guitar - Tim Mulligan: saxofón - Carl Himmel: batería - Tim Drummond: bajo - Spooner Oldham: piano - Rufus Thibodeaux: violín - Joe Osborne: bajo - Larrie Londin: batería - J.J. Cale: guitarra eléctrica - Farrel Morris: percusión - Rita Fey: autoarpa - Grant Boatwright, John Christopher, Jerry Shook, Vic Jordan, Steve Gibson, Dale Sellers, Ray Edenton: guitarras acústicas. - Shelly Kurland, Stephanie Woolf, Marvin Chantry, Roy Christensen, Gary Vanosdale, Carl Goroditzby, George Binkley, Steve Smith, Larry Harvin, Larry Lasson, Carol Walker, Rebecca Lynch, Virginia Ghristensen, Maryanna Harvin, George Kosmola, Martha Mccrory, Chuck Cochran: orquestación. | Equipo de sonido - Ben Keith: productor musical (excepto en los temas 3, 4 y 8). - Tim Mulligan: productor musical (excepto en el tema 7). - David Briggs: productor musical en «Look Out for My Love» y «Lotta Love». - Tim Mulligan, Michael Laskow, David McKinley, Danny Hilly, Mike Porter, Denny Purcell, Rich Adler, Ernie Winfrey, Gabby Garcia, Paul Kaminsky: ingeniero de sonido. - Elliot Roberts: dirección - Tom Wilkes: dirección artística - Coley Coleman: fotografía |

## Posición en listas
| País           | Lista                    | Posición |
| -------------- | ------------------------ | -------- |
| Canadá         | Canadian Albums Chart    | 4        |
| Estados Unidos | Billboard 200            | 7        |
| Noruega        | VG-lista Albums Chart    | 9        |
| Nueva Zelanda  | New Zealand Albums Chart | 6        |
| Países Bajos   | Mega Album Top 100       | 3        |
| Reino Unido    | UK Albums Chart          | 42       |

| Sencillo            | Lista                  | Posición |
| ------------------- | ---------------------- | -------- |
| «Four Strong Winds» | Billboard Hot 100      | 61       |
| «Four Strong Winds» | UK Singles Chart       | 57       |
| «Four Strong Winds» | Canadian Country Chart | 48       |

## Certificaciones
| Fecha                   | País           | Organismo certificador | Certificación | Ventas certificadas |
| ----------------------- | -------------- | ---------------------- | ------------- | ------------------- |
| 21 de noviembre de 1978 | Estados Unidos | RIAA                   | Oro           | 500 000             |